# Les Breuleux
Les Breuleux sont une commune suisse du canton du Jura, située dans le nord-est du massif du Jura, dans le district des Franches-Montagnes.

## Toponymie
Le toponyme, dérivé franc-comtois du verbe brûler, signifie littéralement « les brûlis », soit  les « terrains défrichés par le feu ».
Il est mentionné pour la première fois en 1429, sous le nom de Les Bruilluit. Le toponyme est passé par Les Brulluy en 1440, puis Bruleux en 1526 avant de prendre sa forme actuelle en 1534.
L'ancien nom allemand de la commune est Brandisholz.

## Géographie

Photo aérienne prise à 300 m par Walter Mittelholzer (1931)

Le village des Breuleux se trouve à 5 km à vol d’oiseau au sud de Saignelégier, à une altitude de 1 038 mètres.
Par sa population, c’est la troisième localité des Franches-Montagnes après Saignelégier et Le Noirmont.
Au sud, le territoire communal s’élève jusqu’à la montagne du Droit, à une altitude de 1 113 mètres. Au nord se trouve le point culminant, à 1 185  mètres d’altitude, au lieu-dit Point de Vue.
Le hameau des Vacheries, situé à l’ouest du village, fait partie de la commune des Breuleux.

## Histoire
De 1793 à 1815, le village des Breuleux a été annexé par la France, dans le département du Mont-Terrible, puis dans celui du Haut-Rhin. À la suite du congrès de Vienne, en 1815, la commune a été attribuée au canton de Berne, comme toutes celles du district de Franches-Montagnes.
Le 12 juin 1926, une tornade a causé d'importants dégâts, détruisant plusieurs maisons.
Le 5 avril 2019, la commune des Breuleux a accepté à 90,4 % la fusion avec la commune de La Chaux-des-Breuleux. La fusion aura effet le 1er janvier 2023.
Familles originaires de la commune :
Baume, Beuret, Beurret, Boillat, Bonnemain, Bouverat, Clémence, Crevoiserat, Crevoisier,
Donzé, Froidevaux, Huelin, Jeandupeux, Parret, Pelletier, Peltier, Petermann, Theurillat, Rasiti.

## Population

### Gentilé et surnom
Les habitants de la commune se nomment les Breulotiers.
Ils sont surnommés les Mâlies ou les Malliers, soit ceux qui mangent de la bouillie de farine en patois taignon.

### Démographie
La commune compte 1 524 habitants au 31 décembre 2022, pour une densité de population de 141 hab./km2 .
| 1850 | 1900  | 1910  | 1930  | 1950  | 1960  | 1970  | 1980  | 1990  |
| ---- | ----- | ----- | ----- | ----- | ----- | ----- | ----- | ----- |
| 736  | 1 442 | 1 437 | 1 196 | 1 240 | 1 456 | 1 393 | 1 265 | 1 268 |

| 2000  | 2010  | - | - | - | - | - | - | - |
| ----- | ----- | - | - | - | - | - | - | - |
| 1 347 | 1 399 | - | - | - | - | - | - | - |

## Économie
Jadis village exclusivement agricole, Les Breuleux ont accueilli l'industrie au XIXe siècle. L’agriculture se concentre aujourd’hui sur l’élevage et l'industrie laitière. Plusieurs entreprises horlogères sont implantées aux Breuleux, comme Montres Valgine, Cattin ou Richard Mille. On y trouve aussi des fabriques de boîtiers de montres comme Donzé-Baume, Prototypes Artisanales SA (ProArt) et Mica, ainsi qu'une parqueterie. Le village offre 1 040 places de travail dont 23 % sont occupées par des frontaliers (237 frontaliers).

## Transports
- Chemins de fer du Jura :
  - Ligne Le Noirmont – Tramelan – Tavannes
  - Ligne de bus Les Breuleux – Saint-Imier

## Manifestations
- Baitchai
- Les 4 foulées
- Fête à la gentiane[11]

## Personnalités
- Blanche Aubry, comédienne, danseuse et chanteuse[12] ;
- Élisabeth Baume-Schneider, conseillère fédérale ;
- René Myrha, artiste peintre (Article dans le Dictionnaire du Jura) ;
- Rose-Marie Pagnard, écrivain et critique littéraire (Article dans le Dictionnaire du Jura) ;
- Dominique Guenat, horloger.

## Domaine skiable
Une petite station de ski a été développée au lieu-dit Les Envers, à deux kilomètres du village.
Le domaine, doté de cinq pistes relativement larges et courtes, offre un dénivelé total inférieur à 200 m. Le sommet du téléski principal est entouré d'un parc de plusieurs éoliennes, là où débouchent par ailleurs les pistes de ski nordique.
Les Breuleux ne disposent pas d'enneigeurs. La station est donc, du fait de son altitude très basse, fortement tributaire des précipitations naturelles.

## Sport
- Pistes de ski de fond.
- Grand réseau de pistes cavalières.
- Terrain de football.
- Chien d'attelage.

## Curiosités

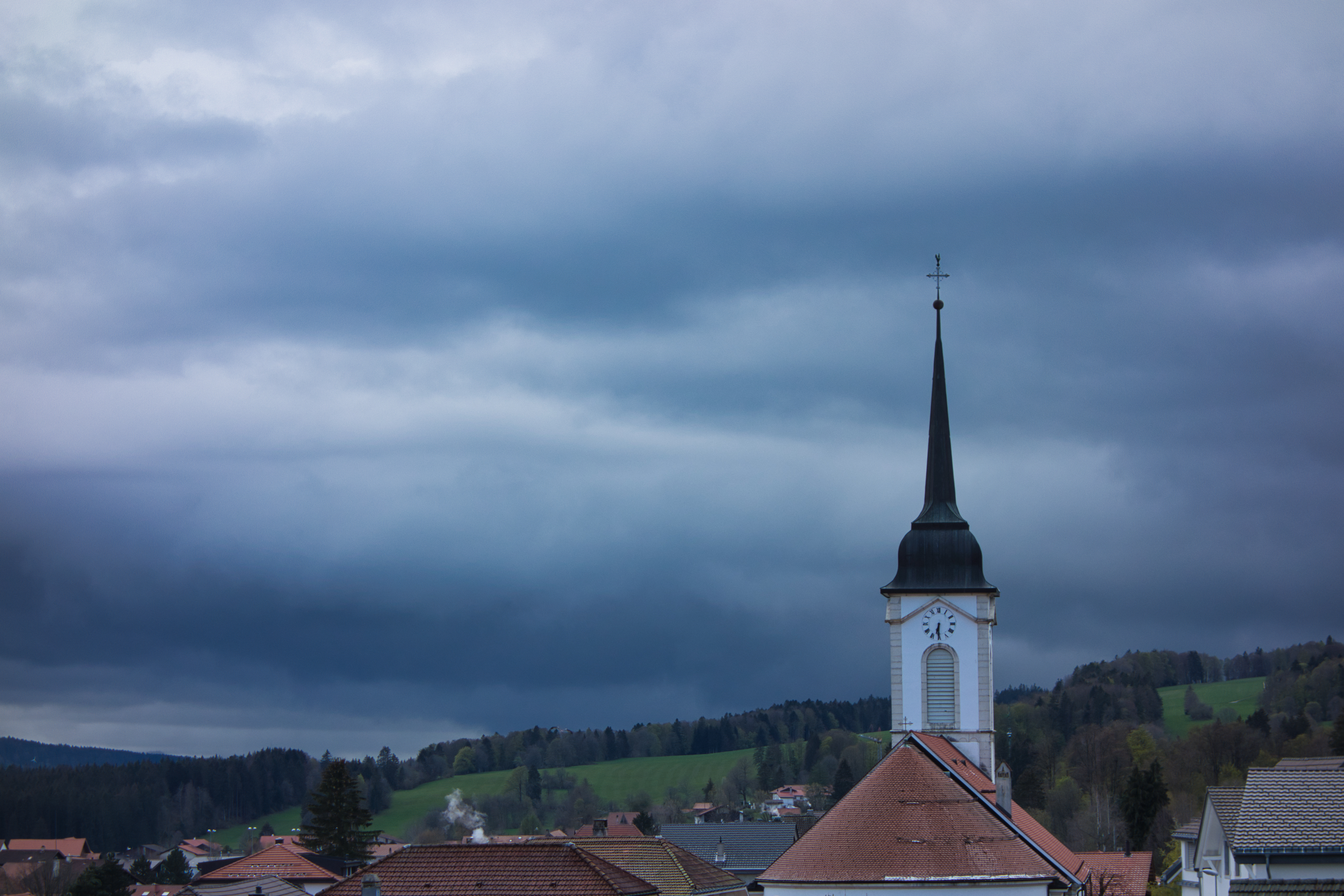
Vue du clocher de l'Église St-Joseph, Les Breuleux, Jura

- Église paroissiale Saint-Joseph